# Zentrales Personenregistergesetz
Das Zentrale Personenregistergesetz vom 21. September 2011 regelt die Einrichtung und Führung des elektronischen Zentralen Personenregisters (ZPR) der Landesverwaltung in Liechtenstein (Art 1 Abs. 1 ZPRG). Dies umfasst unter anderem auch Regelungen über die Erfassung von Daten, die Abfrage, die Ausgestaltung der Rechte und Pflichten der Betroffenen, die Überwachung und Kontrolle sowie den Rechtsschutz in zwingenden und dispositiven Bestimmungen.
Spezialgesetzliche Vorschriften über die Datenbearbeitung und -bekanntgabe werden durch das ZPRG nicht abgeändert. Diese Bestimmungen gehen dem ZPRG weiterhin vor (Art 1 Abs. 2 ZPRG).

## Zweck der Regelung
Das ZPR dient insbesondere (Art 2 ZPRG):
- der Unterstützung der Behörden bei der Erfüllung ihrer gesetzlichen Aufgaben;
- der einheitlichen Bearbeitung von Personendaten (Daten) durch Behörden;
- der Vereinfachung des Austauschs von Daten zwischen Behörden;
- der Bereitstellung aktualisierter Daten.

## Aufbau des ZPRG
I. Allgemeine Bestimmungen
Art. 1 Gegenstand
Art. 2 Zweck des ZPR
Art. 3 Inhalt des ZPR
Art. 4 Begriffe und Bezeichnungen
Art. 5 Authentizität von Daten
Art. 6 Zuteilung und Verwendung der PEID
Art. 7 Benutzerprofile

II. Datenbearbeitung und -abfrage
Art. 8 Datenbearbeitung
Art. 9 Datenabfrage
Art. 10 Datenbekanntgabe
Art. 11 Verantwortlichkeit der Behörden
Art. 12 Berichtigung fehlerhafter Eintragungen
Art. 13 Meldepflicht bei Änderung der Verhältnisse
Art. 14 Entzug und Erlöschen der Bewilligung zur Datenabfrage

III. Organisation und Durchführung
Art. 15 Amt für Personal und Organisation
Art. 16 ZPR-Kommission

IV. Rechtsschutz
Art. 17 Rechtsmittel
Art. 18 Geltendmachung von Ansprüchen nach dem Datenschutzgesetz

V. Strafbestimmungen
Art. 19 Übertretungen

VI. Übergangs- und Schlussbestimmungen
Art. 20 Durchführungsverordnungen
Art. 21 Übergangsbestimmungen
Art. 22 Inkrafttreten